# 岩棉

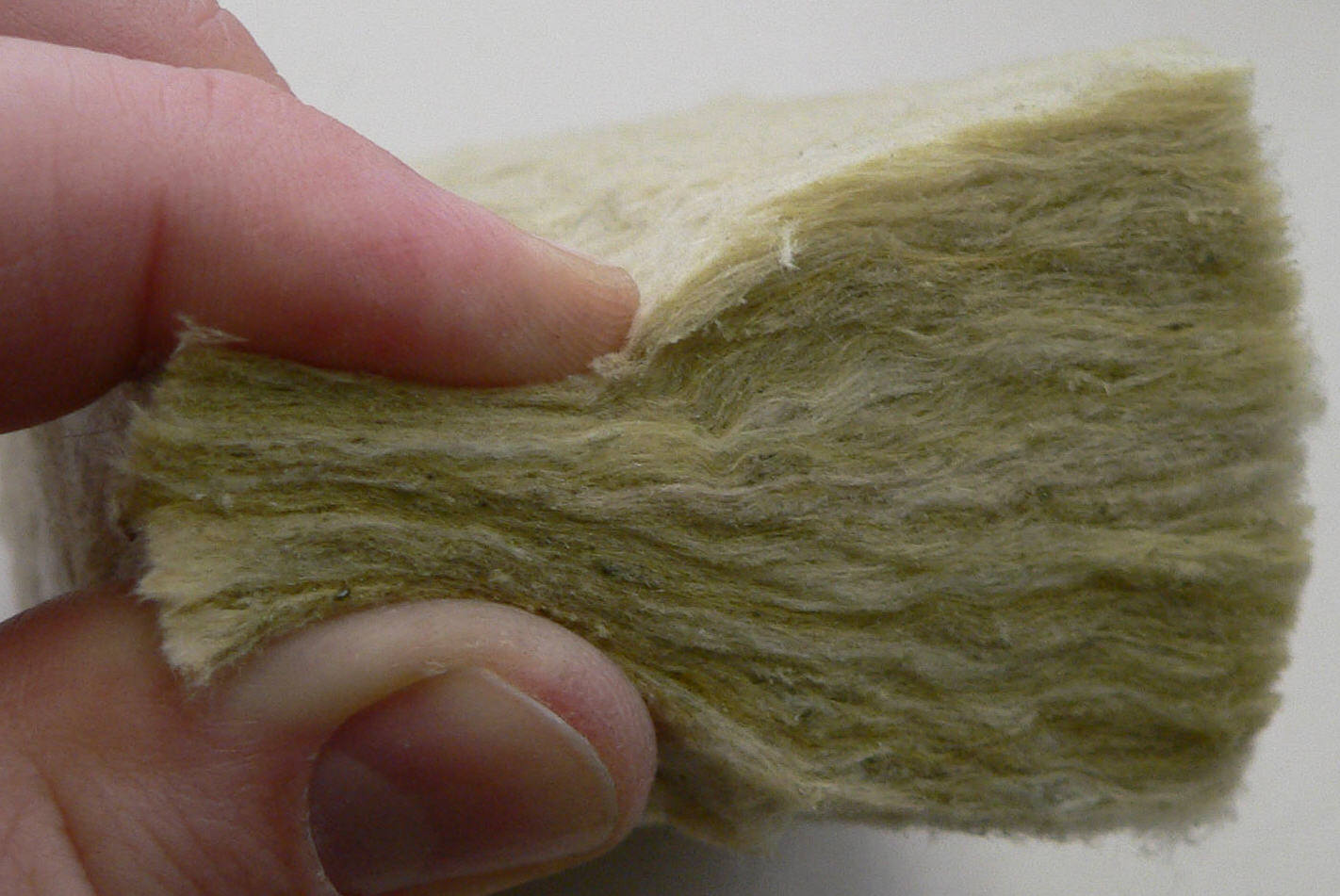
岩棉

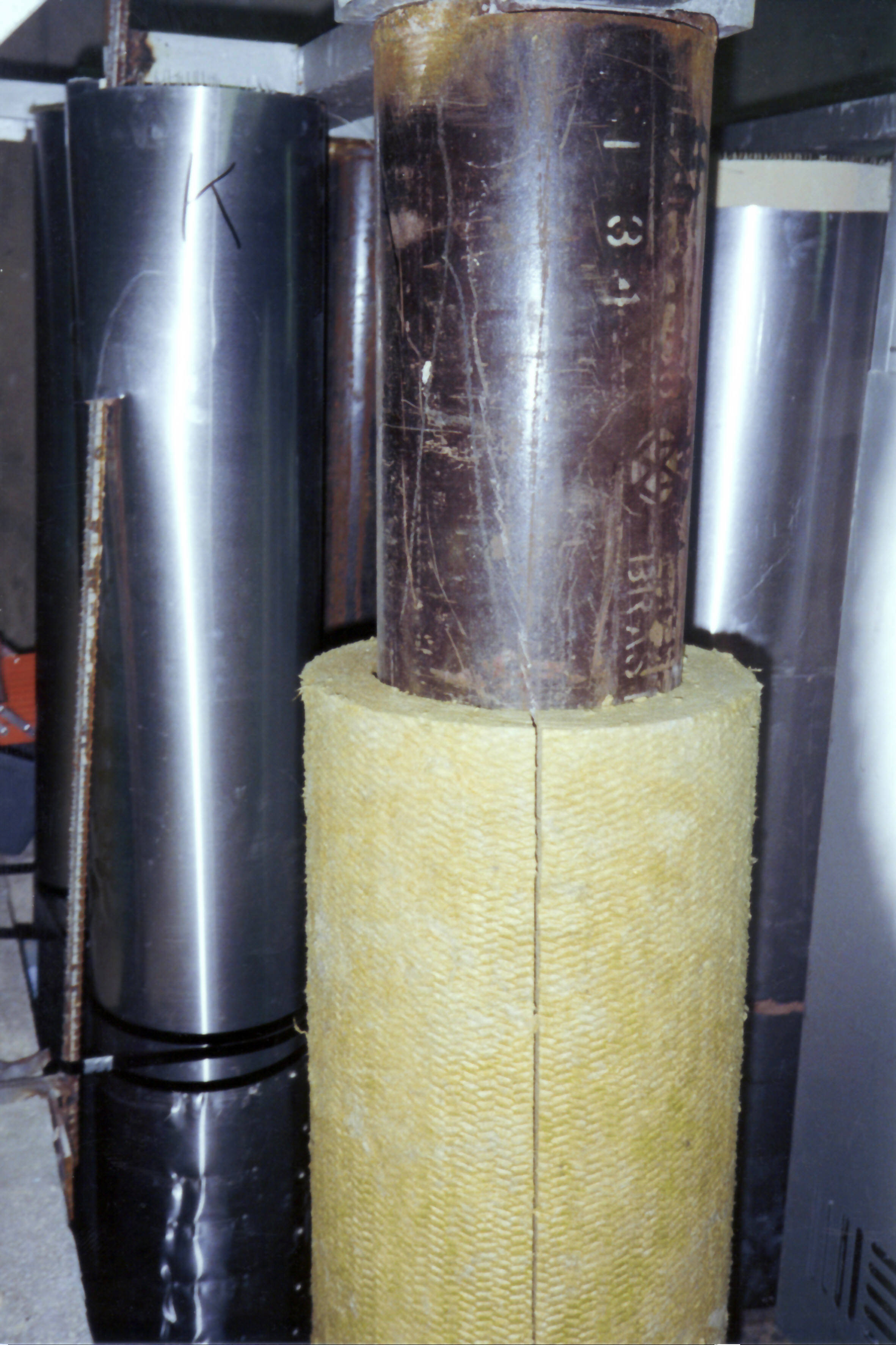
钢管上的岩棉

岩棉是人們通过旋转或拉伸熔化的礦物或岩石材料（如爐渣和陶瓷）所形成之纤维状材料。岩棉的用途有隔热（岩棉可以用於建築隔熱和管道隔热，虽然岩棉不像高温隔热棉那样耐火）、过滤和隔音。